# Маклаков, Вячеслав Викторович
Вячеслав Викторович Маклаков (род. 27 октября 1936, Москва) — юрист, специалист по конституционному праву Европейского союза и стран мира; выпускник Всесоюзного юридического заочного института (1965), доктор юридических наук (1990); профессор; почётный работник высшего профессионального образования РФ; заслуженный юрист РФ (1999).

## Биография
Вячеслав Маклаков родился 27 октября 1936 года в Москве.
В 1965 году выпускник Всесоюзного юридического заочного института (ВЮЗИ), а через четыре года окончил Московский полиграфический институт, получив диплом по специальности «журналистика». С ноября 1967 по ноябрь 1970 года проходил обучение в аспирантуре на кафедре международного права ВЮЗИ (очная форма). В 1971 году защитил кандидатскую диссертацию, выполненную под научным руководством профессора Августа Мишина, по теме «Механизм формирования представительных учреждений во Франции (1946—1970 гг.)» — кандидат юридических наук.
В период с 1960 по 1967 год Маклаков являлся следователем в ГУВД города Москвы; в 1971 году начал преподавать в ВЮЗИ: последовательно занимал должности преподавателя, старшего преподавателя и доцента; был избран профессором данного ВУЗа, занял пост заместителя заведующего кафедрой конституционного права зарубежных стран.
В 1990 году, Маклаков защитил в ВЮЗИ докторскую диссертацию по теме «Буржуазные конституции: основные тенденции развития (сравнительный анализ)» — доктор юридических наук.
В 1999 году стал членом внештатного научно-консультативного совета, созданного при Конституционном суде РФ: в составе совета участвовал в работе над проектом закона о российском гражданстве.

## Работы
Опубликовал сборники конституционных текстов «Конституции буржуазных государств», вышедший в 1982 году и «Современные зарубежные конституции», опубликованный в издательстве института в 1992 году.
В последнем десятилетии XX века Маклаков занимался вопросами конституционного права стран Европейского союза — в период с 1992 по 2001 год издано пять работ по данной проблематике: «Избирательное право стран — членов Европейских сообществ», «Конституционный контроль», «Парламенты», «Референдум в странах — членах Европейского союза», а также — «Европейский парламент». Работы реализованы как часть проекта в Институте научной информации по общественным наукам РАН. Переводил учредительские документы Евросоюза:
- «Конституции буржуазных государств» (М., 1982);
- «Современные зарубежные конституции» (М., 1992);
- Учебное пособие «Иностранное конституционное право» (1996);
- Словарь «Конституционное право» (2002).

## Награды и звания
- Заслуженный юрист РФ (1999)[3];
- Почётный работник высшего профессионального образования РФ;
- Премия имени В. А. Туманова (2013)[4];
- Почетное звание «Ветеран МГЮА».